# Acantholochus zairae
Acantholochus zairae – gatunek widłonoga z rodziny Bomolochidae. Nazwa naukowa tego gatunku skorupiaków została opublikowana w 2010 roku przez meksykańskich zoologów Francisco Neptalíego Moralesa-Serna i Samuela Gómeza.